# أوست أغدر

موقع أوست أغدر

أوست أغدر (بالنرويجية: Aust-Agder) هي مقاطعة في جنوب النرويج تحدّها تلمارك من الشرق وروغالاند من الشمال الغربي وفست أغدر من الغرب. يبلغ عدد سكانها 113,518 نسمة حسب آخر تقدير. المركز الإداري للمقاطعة هي مدينة آرندال.